# Podhoří (Cheb)
Podhoří (németül: Kreuzenstein) Cheb településrésze Csehországban a Karlovy Vary-i kerület Chebi járásában. A városközponttól 3 km-re nyugatra fekszik. A 2001-es népszámlálási adatok szerint 58 lakóháza és 17 lakosa van.